# Franciska Clausen Medaljen
Franciska Clausen Medaljen er en kunstpris indstiftet af Det Kongelige Akademi for de Skønne Kunster i 2016 til ære for billedkunstner Franciska Clausen. Medaljen overrækkes som udmærkelse for et enkeltstående værk af fremragende kunstnerisk kvalitet inden for den frie eller bundne kunst. Medaljen er udført af Ellen Hyllemose og uddeles, sammen med de øvrige medaljer, til akademiets årlige stiftelsesfest i marts eller april.

## Modtagere af Franciska Clausen Medaljen

### 2010’erne
- 2017: Arkitekterne Johan Gjøde og Niels Bjørn Povlsgaard samt billedkunstner Marie Søndergaard Lolk
- 2018: Ikke uddelt
- 2019: Billedkunstner Kirsten Astrup samt arkitekterne Kim Lenschow Andersen og Søren Thirup Philmann

### 2020’erne
- 2020: Billedkunstner Lasse Krog Møller, samt arkitekt Jan Tanaka, Jakob Steen Christensen og Kathrin Susanna Gimmel
- 2021: Ikke uddelt
- 2022: Billedkunstner Nina Beier og billedkunstner Jens Haaning
- 2023: Billedkunstner Rolf Nowotny
- 2024: Billedkunstner Molly Haslund, arkitekterne Tulinius Lind og billedkunstner Simon Starling
- 2025: Billedkunstner Brian Kure og arkitekt Mo Michelsen Stochholm Krag